# Anna Mazurkiewicz (dziennikarka)
Anna Mazurkiewicz (ur. 8 lipca 1955 w Warszawie) – polska dziennikarka i pisarka, dr nauk humanistycznych w zakresie socjologii.

## Życiorys
Ukończyła XVI Liceum Ogólnokształcące im. Stefanii Sempołowskiej w Warszawie a następnie Wydział Filologii Polskiej Uniwersytetu Warszawskiego. 
Pracowała w redakcji „Filipinki” zaczynając jako stażystka a kończąc na stanowisku redaktora naczelnego. Jako dziennikarka pisała artykuły do „Filipinki”, "Jestem", "Kobiety i Życia". Od 1998 do 2010 pełniła funkcję dyrektora Wyższej Szkoły Komunikowania i Mediów Społecznych im. J. Giedroycia w Warszawie, od 2010 roku pracuje w Centrum Języka Polskiego i Kultury Polskiej dla Cudzoziemców POLONICUM Uniwersytetu Warszawskiego.  Była autorką kilku konkursów literackich emitowanych na antenie Radia Zet, m.in. "Stu twarzy Krystyny Jandy", "Bogusław Linda prezentuje", "Hanka Bielicka - Śladami Stasia i Nel". Jest współautorką i autorką kilku książek, w tym inspirowanej swoją chorobą nowotworową (rakiem piersi) Jak uszczypnie, będzie znak. Polska ambasadorka światowej kampanii "Breast Friends", która ma na celu pokazanie, jak ważne jest wsparcie w chorobie nowotworowej.

## Życie prywatne
Była żoną Wojciecha Mazurkiewicza.

## Książki
- Anna Mazurkiewicz, Teresa Geyer: Na cztery pory roku. Warszawa: "Filipinka", 1993, 1996. ISBN 83-901110-1-2. Brak numerów stron w książce, ISBN 83-904937-1-3
- Anna Mazurkiewicz, Kaja Perkowska: Listy nad oceanem. Warszawa: "Filipinka", 1995. ISBN 83-904937-0-5. Brak numerów stron w książce
- Anna Mazurkiewicz: Jak uszczypnie, będzie znak. Warszawa: Prószyński i S-ka, 2003. ISBN 83-7337-455-8. Brak numerów stron w książce, Wydawnictwo Autorskie Warszawa 2006 wyd II
- Anna Mazurkiewicz: To tylko facet. Warszawa: Wydawnictwo Autorskie, 2005. ISBN 83-922240-5-1. Brak numerów stron w książce
- Anna Mazurkiewicz, Poszło w diabły, Wydawnictwo MG, 2010. ISBN 978-83-61297-02-4
- Anna Mazurkiewicz, Mam go! Rak piersi; strefa prywatna, strefa publiczna, Wydawnictwo Amazonki Warszawa-Centrum, 2012
- Anna Mazurkiewicz, Prababka Maria obiera jabłka, ASPRA-JR, Warszawa 2014, ISBN 978-83-7545-488-8
- Anna Mazurkiewicz, Dzielnica umarłych sąsiadów, ASPRA-JR, Warszawa 2020, ISBN 978-83-7545-999-9

## Nagrody
- I nagroda dziennikarska w konkursie im. Seweryna Sterlinga
- I nagroda w konkursie Polskiego Radia za słuchowisko dla dzieci "Zegarek taty"
- Nagroda Różowej Wstążki Avonu za działalność na rzecz walki z rakiem (2008)